# Marija Krisper Kramberger
Marija Krisper Kramberger, slovenska pravnica in sodnica, * 24. maj 1946.
Leta 1970 je diplomirala na Pravni fakulteti v Ljubljani in leta 1973 opravila pravosodni izpit. Leta 1980 se je zaposlila kot svetovalka na vrhovnem sodišču, leta 1985 pa postala namestnica Javnega pravobranilca Socialistične Republike Slovenije. Leta 1991 je bila izvoljena za sodnico vrhovnega sodišča. 25. maja 2002 jo je Državni zbor Republike Slovenije izvolil na položaj ustavne sodnice, ki ga je končala predčasno 13. septembra 2010 na lastno zahtevo.